# Miroslav Ondříček

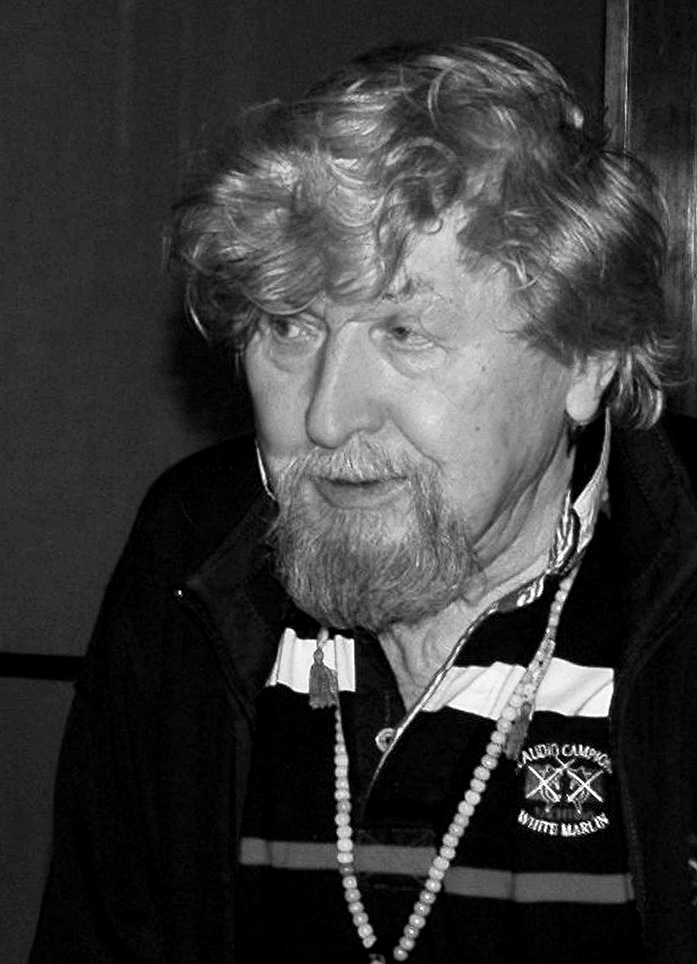
Miroslav Ondříček (2012)

Miroslav Ondříček (* 4. November 1934 in Prag, damals Tschechoslowakei; † 28. März 2015 ebenda) war ein tschechischer Kameramann.

## Leben
Miroslav Ondříček studierte an der Prager Filmhochschule FAMU. Nach verschiedenen Assistenzfunktionen fotografierte er zunächst Kurzfilme und begann dann eine langjährige Zusammenarbeit mit dem Regisseur Miloš Forman. In der Zeit des Prager Frühlings entstanden mit Filmen wie Die Liebe einer Blondine und Der Feuerwehrball Produktionen, die auch internationalen Erfolg hatten. Ondříček hatte auch die Gelegenheit, bei dem Film If… von Lindsay Anderson die Kameraführung zu übernehmen. Nach der Besetzung der Tschechoslowakei durch Truppen des Warschauer Pakts emigrierte Ondříček und nahm in Hollywood die Zusammenarbeit mit Miloš Forman wieder auf, arbeitete aber auch mehrfach mit George Roy Hill zusammen.
1982 (Ragtime) sowie 1985 (Amadeus) wurde er jeweils für den Oscar in der Kategorie Beste Kamera nominiert. 1986 wurde er für seine Arbeit an Amadeus mit dem British Academy Film Award in der Kategorie Beste Kamera ausgezeichnet. 2004 ehrte ihn die American Society of Cinematographers mit dem International Achievement Award.
Die Filmakademie „Miroslav Ondříček“ in Písek ist nach ihm benannt.

## Filmografie (Auswahl)
Als Kameramann
- 1963: Wenn’s keine Musikanten gäbe (Kdyby ty muziky nebyly)
- 1963: Wettbewerb (Konkurs)
- 1965: Die Liebe einer Blondine (Lásky jedné plavovlásky)
- 1965: Intime Beleuchtung (Intimní osvětlení)
- 1967: Der Feuerwehrball (Hoří, má panenko)
- 1967: The White Bus
- 1968: If…
- 1970: Taking Off
- 1971: Schlachthof 5 (Slaughterhouse Five)
- 1972: Der Erfolgreiche (O Lucky Man!)
- 1972: Homolkas auf Urlaub (Homolka a tobolka)
- 1974: Die teuren Tanten und ich (Drahé tety a já)
- 1974: Fernsehen in Bublice (Televize v Bublicích aneb Bublice v televizi)
- 1975: Die Entscheidung des Ingenieurs Turna (Hřiště)
- 1975: Zwei Welten im Hotel Pazifik (Zaklete rewiry)
- 1976: Paul und Pauline (Konečně si rozumíme)
- 1977: Hair
- 1977: Eine Geschichte von Liebe und Ehre (Příběh lásky a cti)
- 1977: Jakub
- 1978: Ich will nichts hören (Nechci nic slyšet)
- 1979: Schicksal einer Sängerin (Božská Ema)
- 1980: Dunkle Sonne (Temné slunce), mit Josef Illík
- 1981: Ragtime
- 1982: Garp und wie er die Welt sah (The World According to Garp)
- 1983: Silkwood
- 1984: Amadeus
- 1984: Die Himmelsstürmer (Heaven Help Us)
- 1985: F/X – Tödliche Tricks (F/X)
- 1987: Funny Farm
- 1987: Big Shots – Zwei Kids gegen die Unterwelt (Big Shots)
- 1989: Valmont
- 1990: Zeit des Erwachens (Awakenings)
- 1992: Eine Klasse für sich (A league of their own)
- 1995: Let It Be Me
- 1996: Rendezvous mit einem Engel (The Preacher’s Wife)
- 2001: Unterwegs mit Jungs (Riding in Cars with Boys)

Als Kameraassistent
- 1960: Die weiße Taube (Bílá holubice)